# Buduan
Buduan is een bestuurslaag in het regentschap Situbondo van de provincie Oost-Java, Indonesië. Buduan telt 5021 inwoners (volkstelling 2010).